# Eucera caspica
Eucera caspica är en biart som beskrevs av Ferdinand Morawitz 1873.
Eucera caspica ingår i släktet långhornsbin och familjen långtungebin. Inga underarter finns listade i Catalogue of Life.